# Erythrolamprus mimus
Erythrolamprus mimus är en ormart som beskrevs av Cope 1868. Erythrolamprus mimus ingår i släktet Erythrolamprus och familjen snokar.
Arten förekommer från Honduras till Peru och Brasilien. Honor lägger ägg.

## Underarter
Arten delas in i följande underarter:
- E. m. micrurus
- E. m. mimus